# Lijst van darkrides in Denemarken
Lijst met voorbeelden van darkrides als pretparkattractie in Denemarken.

## D
- Den flyvende Kuffert

## L
- LEGO NINJAGO The Ride

## M
- Mine Train (Legoland)
- Minen

## P
- Pirate Boats

## T
- The Dragon (Legoland)
- The Temple

Categorie · Afbeeldingen